# Sándor Nagysolymosi (ur. 1957)
Sándor Nagysolymosi (ur. 8 października 1957) – węgierski judoka.
Piąty na mistrzostwach świata w 1981; siódmy w 1983; uczestnik zawodów w 1985. Srebrny medalista mistrzostw Europy w 1981. Trzeci na uniwersjadzie w 1985. Mistrz kraju w 1978, 1981, 1982 i 1983 roku.